# St. Ulrich (Arnach)

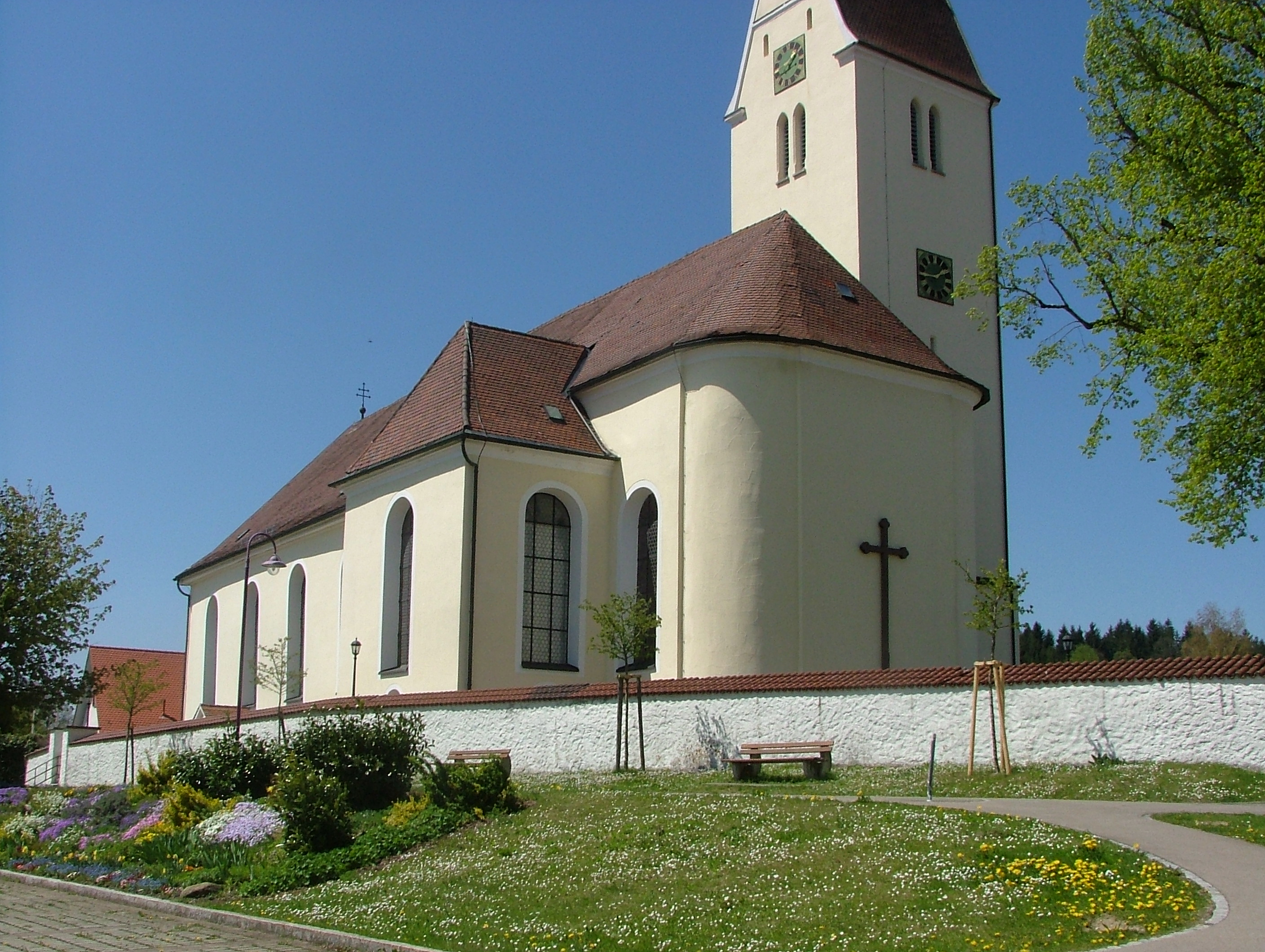
St. Ulrich in Arnach

Die römisch-katholische Pfarrkirche St. Ulrich und Margarethe steht in Arnach, einem Gemeindeteil von Bad Wurzach im Landkreis Ravensburg von Baden-Württemberg. Die kirchliche Gemeinde gehört zum Dekanat Allgäu-Oberschwaben in der Diözese Rottenburg-Stuttgart. Die Kirche ist als Denkmal beim Landesamt für Denkmalpflege Baden-Württemberg eingetragen.

## Beschreibung

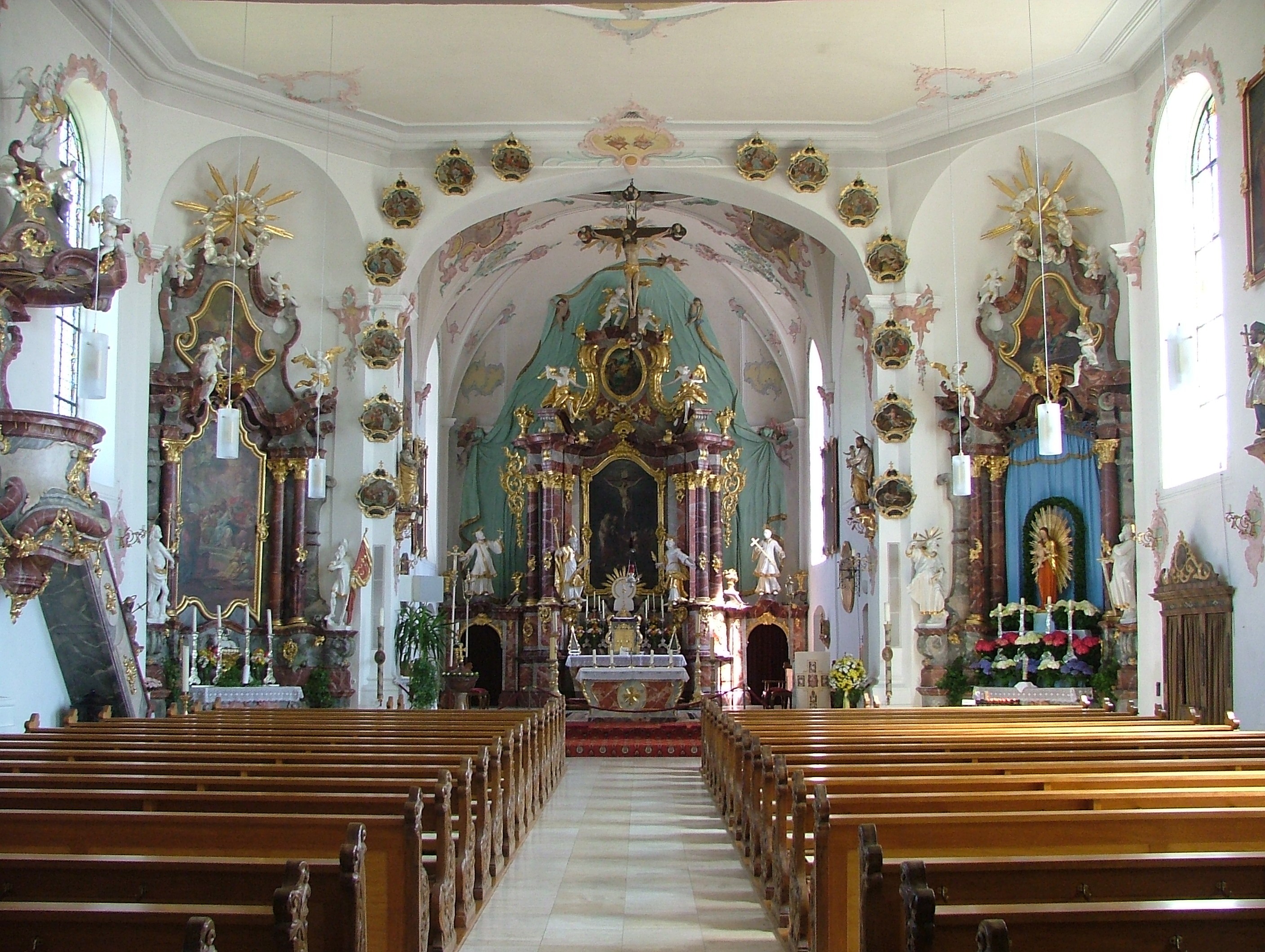
Innenansicht

Der Entwurf der 1744–49 erbauten barocken Saalkirche wird Johann Georg Fischer zugeschrieben. Sie besteht aus einem Langhaus, einem eingezogenen, gerade geschlossenen Chor im Osten. Der spätgotische Chorflankenturm, dem erst 1671 sein Helm aufgesetzt wurde, steht an der Nordwand des Chors. Sein oberstes Geschoss beherbergt den Glockenstuhl, in dem fünf Kirchenglocken hängen. An der Südwand des Chors wurden die zweigeschossige Sakristei und das Oratorium angebaut. 
Der Innenraum des Langhauses, dessen Wände mit Pilastern gegliedert sind, ist mit einer Flachdecke überspannt. Zur Kirchenausstattung von 1749 gehören der Hochaltar und die Kanzel. Über den Durchgängen neben dem Hochaltar stehen die Statuen des heiligen Franz Xaver und des heiligen Aloisius. Die Orgel mit 18 Registern auf zwei Manualen und Pedal wurde 1890 von der Giengener Orgelmanufaktur Gebr. Link errichtet und 1952 überholt.

## Geschichte
Die Kirche wurde erstmals 1353 im mittelalterlichen Steuererhebungsbuch Liber Taxationis urkundlich erwähnt. Um 1500 erfolgte ein Neubau des Kirchenschiffs und eine Aufstockung des Turms. Dieser spätgotische Turm besteht aus Findlingsgestein und besitzt im Erdgeschoss ein Kreuzgratgewölbe aus dem 12. Jahrhundert. Das Satteldach erhielt der Turm im Jahr 1671, womit er seine heutige Höhe von 35 Metern erreichte. Im Turm befinden sich fünf Glocken, wovon die älteste aus dem Jahr 1650 stammt. 
Die heutige, Barockkirche wurde von 1744 bis 1749 unter Pfarrer Dr. theol. Johann Wilhelm Rom erbaut. Der Baumeister war Johann Georg Fischer aus Füssen, der unter anderem auch das Neue Schloss und die St.-Anna Kapelle in Kißlegg sowie die Pfarrkirche St. Katharina in Wolfegg errichtete. 
Im Jahr 1837 wurde das Tonnengewölbe durch eine flache Schiffsdecke ersetzt. Eine Renovierung im Jahr 1930 führte zur Anfertigung des heutigen Deckengemäldes durch August Braun. Gleichzeitig wurde die Kirche unter Pfarrer Schmollinger in ihren barocken Zustand rebarockisiert, nachdem sie seit 1886 neugotische Elemente erhalten hatte.